# ППК-У

Внешний вид прибора ППК-У 165А

ППК-У (полуавтомат парашютный комбинированный унифицированный (прибор)) — прибор, предназначенный для раскрытия ранца парашюта (через определённый период времени на определённой высоте) или введение в действие других устройств, раскрывающих парашют, парашютно-спасательные системы или включающих механизмы катапультных установок летательных аппаратов. Прибор может быть использован в качестве страхующего средства на спасательных, десантных, запасных, тренировочных и спортивных парашютах, когда парашютист по каким-либо причинам не может сам раскрыть парашют с помощью вытяжного кольца. Кроме того, прибор может быть применен для раскрытия замка разъема или включения устройства грузовой парашютной системы.

## Технические характеристики
Диапазон срабатывания прибора:
- по времени — от 2 до 5 сек;
- по высоте — от 0,3 до 8 км (от уровня моря по стандартной атмосфере, с превышением на 100 м).

Прибор работает в интервале температур внешней среды от −60 °C до +60 °C до высоты 35 км . Усилие силовых пружин прибора во взведенном состоянии не менее 28 кгс. Время работы часового механизма после срыва блокировочного рычага с упора анероида 0,8 — 1,2 сек. Прибор рассчитан на срабатывание при полном рабочем ходе вытяжного троса 77 мм (кроме грузового варианта). Грузовой вариант прибора (ППК-У-гр) имеет рабочий ход вытяжного устройства 40 мм. Масса прибора без монтажных деталей не превышает 950 г. Технический ресурс прибора до первого планового ремонта составляет 500 срабатываний в течение 8 лет (решением комиссии по проведению технического осмотра парашютно-десантных средств эксплуатирующей организации разрешается увеличить срок службы до 10 лет). Полный технический ресурс 1000 срабатываний .
При использовании прибора на самолетных катапультных устройствах технический ресурс до первого планового ремонта составляет 750 срабатываний при проведении регламентных работ и одноразовое катапультирование на протяжении того же календарного срока.

## Варианты прибора

Серьга типа Б

Каждый вариант прибора характеризуется его полным шифром. Варианты расшифровываются следующим образом:
- первые четыре буквы (ППК-У) определяет наименование прибора — полуавтомат парашютный комбинированный унифицированный;
- трехзначное число после наименования определяет длину шланга вытяжного механизма прибора (120, 165, 240, 405, 575 мм);
- буква Т перед трехзначным числом обозначает, что прибор не имеет шланга. В этом случае трехзначное число после буквы Т определяет длину троса вытяжного механизма прибора (277, 424 мм);
- буквы А, Б, В после трехзначного числа обозначают соответственно короткую, фигурную и удлиненную петли вытяжного механизма прибора.

Примеры расшифровки полного шифра прибора: ППК-У-Т277В — полуавтомат без шланга с тросом длиной 277 мм и удлиненной петлей; ППК-У-240Б — полуавтомат со шлангом длиной 240 мм с фигурной петлей, ППК-У-гр — полуавтомат грузовой (прибор не имеет гибкого шланга и используется с тросом длиной 146 мм).

## Конструкция

Весь механизм прибора можно разделить на следующие основные части:
1. Корпус;
2. Система блокировки;
3. Анероидное устройство;
4. Вытяжное устройство;
5. Вспомогательные узлы и детали;
6. Часовой механизм.

В комплект входит гибкая шпилька, набор инструментов.
Прибор включается выдергиванием гибкой шпильки.
При прыжках с высоты ниже установленной по шкале высот часовой механизм обеспечивает срабатывание вытяжного механизма, раскрывающего ранец парашюта через промежуток времени, заданный по шкале времени прибора.
Если высота выше установленной по шкале высот прибора, то анероидное устройство (анероид) блокирует часовой механизм и препятствует его работе до тех пор, пока парашютист не достигнет высоты, превышающей на 100 м установленную по шкале прибора, это превышение компенсирует потерю высоты парашютистом за время от момента срабатывания вытяжного механизма, до момента наполнения купола парашюта. Таким образом, шкала высот характеризует примерную высоту по стандартной атмосфере, на которой раскрывается купол парашюта.